# Lorenz Hauser (Richter)
Lorenz Hauser (* 18. Dezember 1828 in Gundremmingen; † 24. Juni 1882) war ein deutscher Reichsgerichtsrat.

## Leben
Der katholische Bauernsohn legte 1854 die Staatsprüfung ab. 1855 wurde er Akzessist am Kreis- und Stadtgericht München links der Isar, 1861 am Appellationsgericht von Oberbayern. 1862 ernannte man ihn zum Assessor am Kreis- und Stadtgericht München links der Isar. 1865 wechselte er zum Kreis- und Stadtgericht München rechts der Isar. Einen Monat später wurde Hauser Bezirksgerichtsrat in München am Handelsgericht. 1874 ernannte man ihn zum I. bezirksgerichtlichen Staatsanwalt unter Einberufung in das Bayrische Justizministerium. 1875 wurde er zum Appellationsgerichtsrat befördert unter Fortverwendung im Justizministerium. 1879 kam er an das Reichsgericht. Er war im I., II. Zivilsenat und im I. Strafsenat tätig. Da er kurz nach Eintritt in das Reichsgericht erkrankte, trat er im Mai 1882 in den Ruhestand.
Er war seit 1850 Mitglied des Corps Moenania Würzburg.
Sein Bruder war der katholische Geistliche Anton Hauser.

## Herausgeber
- Zeitschrift für Reichs- und Landesrecht mit besonderer Rücksicht auf Bayern (1872–1881).

## Schriften (Auswahl)
- Die Verfassung des Deutschen Reiches in den Grundzügen und Verhältnissen zu den Einzelstaaten, insbesondere zu Bayern, Nördlingen 1871.
- Die Entwicklung der Reichsgesetzgebung über das bürgerlichen Recht und der Plan sowie die Methode für die privatrechtliche Codification, Nördlingen 1874.
- Stellvertretung im Besitze – Ein Beitrag zur Besitzlehre, Leipzig 1870 (BSB-Digitalisat; Google-books).
- Die deutsche Gerichtsverfassung, Nördlingen 1879.
- „Ueber die Vorzeigung des Wechsels zur Zahlung“, Archiv für deutsches Wechselrecht und Handelsrecht, Band 6 (1858), S.   51.
- „Von dem Grundsatze der Gegenseitigkeit und der Wiedervergeltung in seiner Anwendung auf die Privatrechtsverfolgung von Seite Fremder“, Dr. J. A. Seuffert's Blätter für Rechtsanwendung  Bd. 24 (1859), S. 161, 177.
- „Die Gerichtsverfassung und das Gerichtsverfahren für Handels-Rechtsstreitigkeiten nach den neuesten bayerischen Gesetzentwürfen“, Kritische Vierteljahresschrift für Gesetzgebung und Rechtswissenschaft  Band 6 (1864), S. 168, Band 7 (1865), S. 329, Band 8 (1866), S. 394, Band 9 (1867), S. 399, Band 10 (1868), S. 599, Band 11 (1869), S. 57.
- Ueber den rechtlichen Einfluß der Präsentation eines indossablen nicht-domizilirten Wechsels zur Zahlung auf den Anspruch gegen den Acceptanten und Eigenwechselaussteller, Dr. J. A. Seuffert's Blätter für Rechtsanwendung, Band 30 (1865), S. 161, 177, 193, 209.
- „Die Entstehung und Erlöschung dinglicher Rechte an beweglichen Sachen in Folge redlichen Erwerbs nach Art. 306. des Allgem. Deutschen Handelsgesetzbuches“, Archiv für deutsches Wechselrecht und Handelsrecht, Band 16 (1867), S. 256.
- „Die Verbürgung nach handelsrechtlichen Grundsätzen“, Central-Organ für das deutsche Handels- und Wechselrecht, N.F. Band 4 (1868), S. 321.
- „Stellvertretung im Besitze in Anwendung auf handels- und seerechtliche Verhältnisse“ Dr. Siebenhaar's Archiv für deutsches Wechselrecht und Handelsrecht, N.F. Band 1 (1870), S. 128.
- „Zur Lehre von der Vereinigung zu einzelnen Handelsgeschäften für gemeinschaftliche Rechnung“, Central-Organ für das deutsche Handels- und Wechselrecht, N.F. Band 8 (1872), S. 8.

## Quelle
- Walter Schärl: Die Zusammensetzung der bayerischen Beamtenschaft von 1806 bis 1918, Kallmünz 1955 (= Münchner historische Studien, Abteilung Bayerische Geschichte, Band 1), S. 357.
- Adolf Lobe: Fünfzig Jahre Reichsgericht am 1. Oktober 1929, Berlin 1929, S. 355.